# العكد (حيسان)

تعديل مصدري - تعديل

العكد محلة تابعة لقرية بيت الابلم، التابعة لعزلة حيسان بمديرية بعدان إحدى مديريات محافظة إب في الجمهورية اليمنية، بلغ تعداد سكانها 20 حسب تعداد اليمن لعام 2004.